# Blaznava
Blaznava (cyr. Блазнава) – wieś w Serbii, w okręgu szumadijskim, w gminie Topola. W 2011 roku liczyła 493 mieszkańców.